# (4896) Tomoegozen
(4896) Tomoegozen – planetoida z pasa głównego asteroid okrążająca Słońce w ciągu 5 lat i 178, w średniej odległości 3,11 j.a. Została odkryta 20 grudnia 1986 roku. Przed nadaniem nazwy planetoida nosiła oznaczenie tymczasowe (4896) 1986 YA.